# Bouboury
Bouboury este o comună din departamentul Dabou, regiunea Lagunes, Coasta de Fildeș.